# سولانوم ماریکاتوم
سولانوم ماریکاتوم (نام علمی: Solanum muricatum)، گونه‌ای درختچهٔ همیشه سبز و بومی آمریکای جنوبی است که به خاطر میوه خوردنی و شیرین آن کشت می‌شود
این گیاه با نام پپینو دلچه و میوهٔ آن با نام پپینو یا ملون گلابی نیز شناخته می‌شود

## نگارخانه

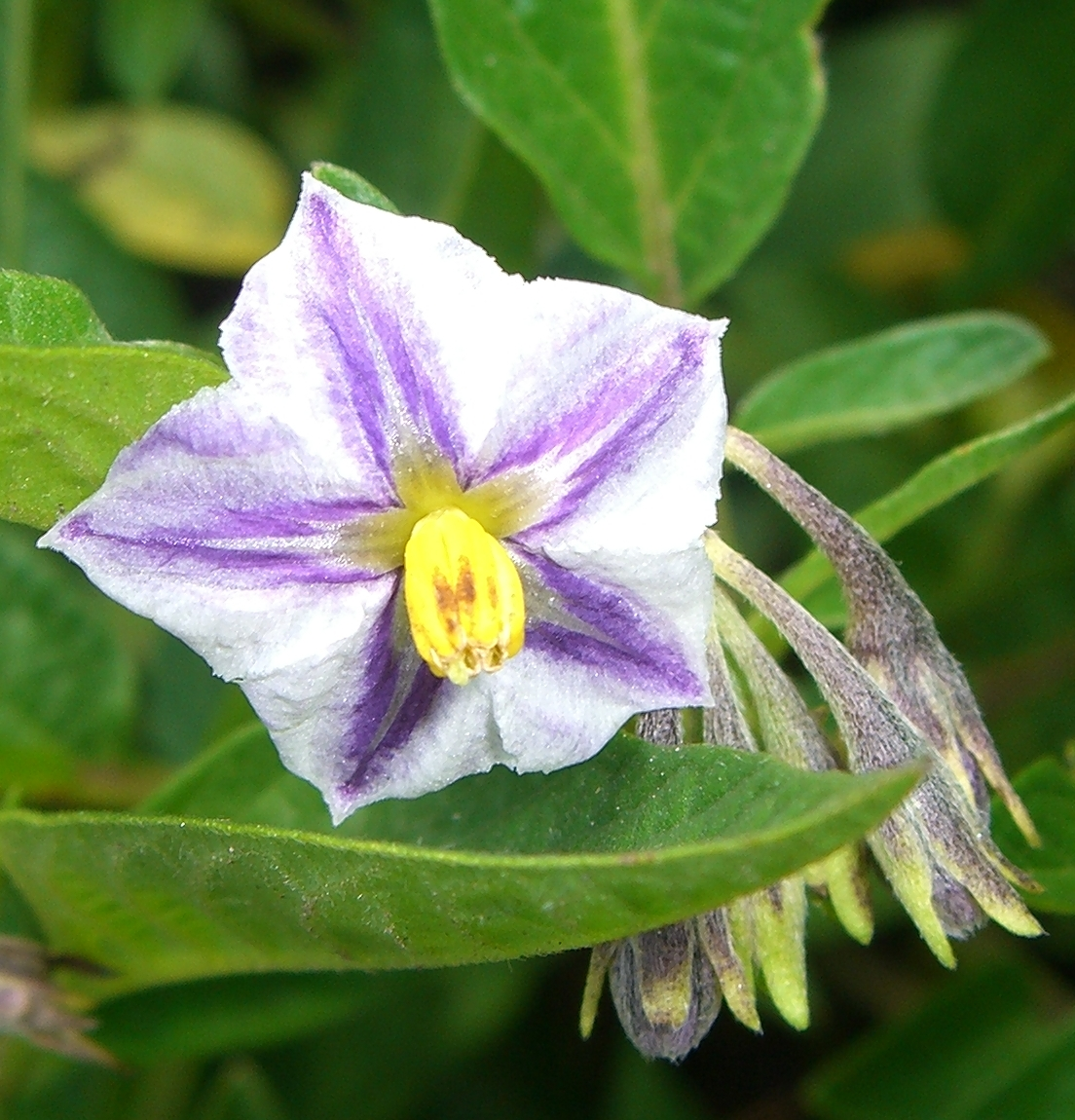
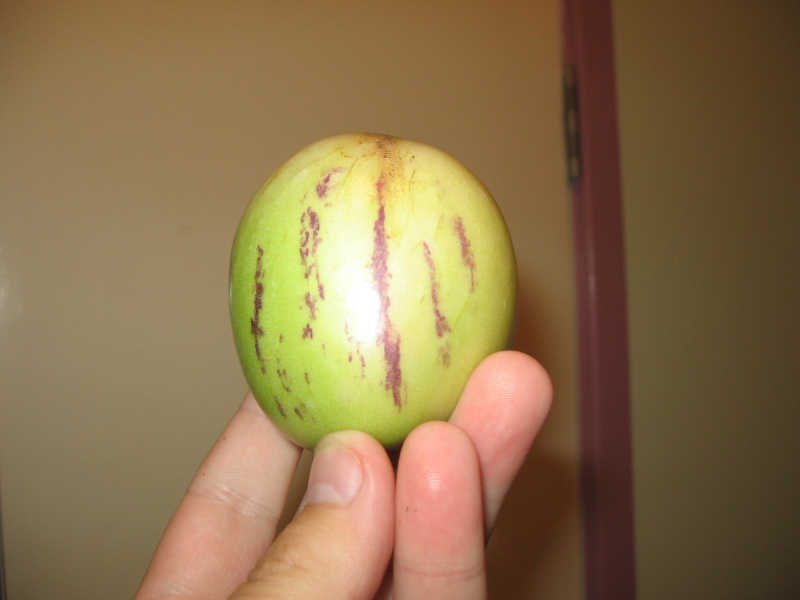
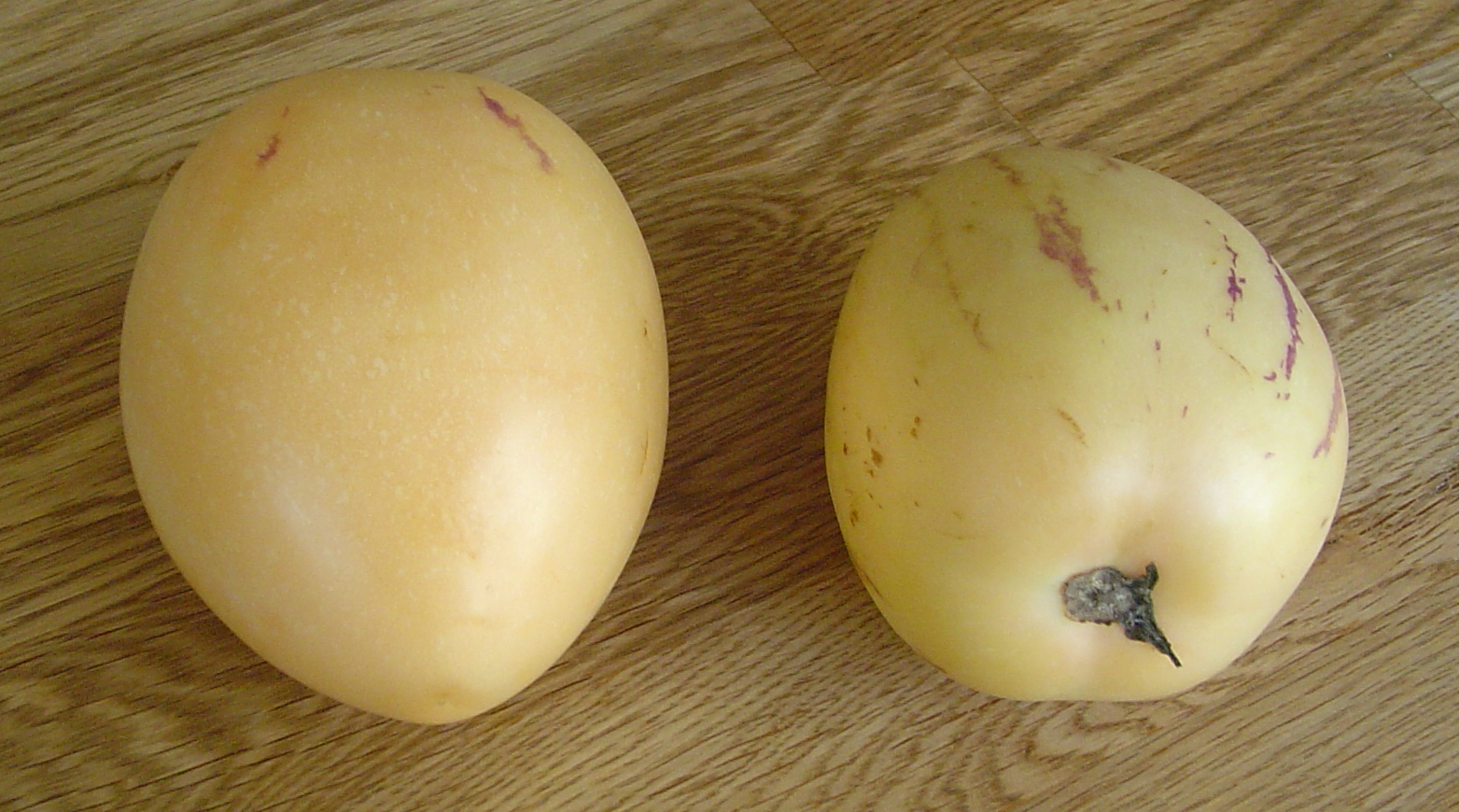
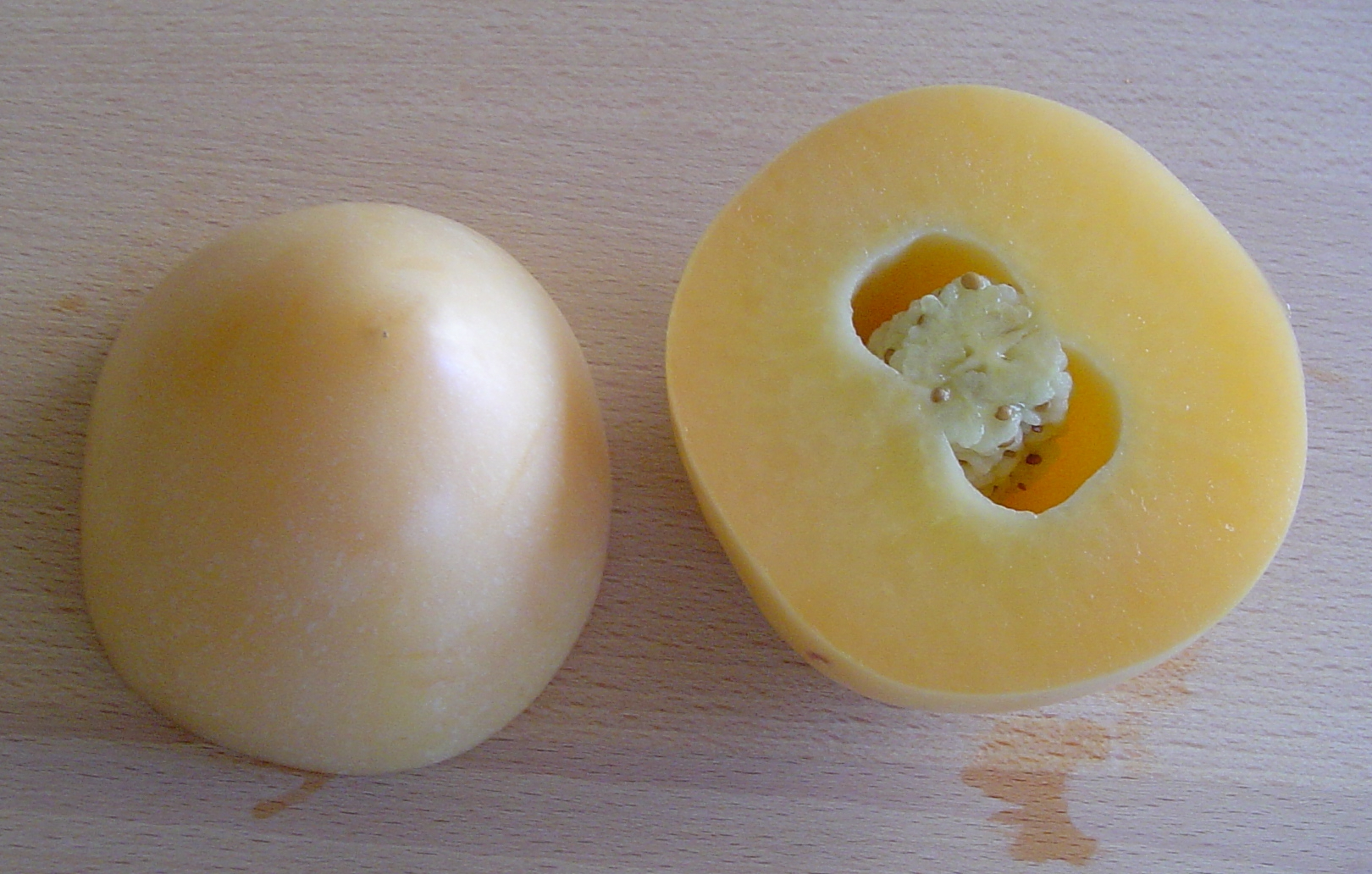